# Vaisua Liva
Vaisua Malofoa Liva (* 20. Januar 1993 in Nukulaelae), auch in der Schreibweise Vaisua Liva, ist ein tuvaluischer Fußballspieler, der auf der Position des Mittelfelds agiert. Er ist aktuell für den FC Tofaga und die tuvaluische Fußballauswahl aktiv.

## Karriere

### Verein
Liva begann seine Profikarriere 2008 im tuvaluischen Verein FC Manu Laeva. Hier gewann er in den Jahren 2008 und 2009 zwei Mal den Tuvalu Cup. In der Saison 2011 gewann er den Independence Cup. Im Oktober 2012 wechselte er für drei Monate zum niederländischen Amateurverein RKVV Brabantia, wo er zusammen mit Alopua Petoa, in der viertklassigen Zondag Hoofdklasse B spielte. Zusammen mit Petoa wechselte er im Juli 2013 zum neuseeländischen Verein Waitakere City FC in die zweitklassige Northern League. Im Juli 2015 kehrte er auf die Insel Tuvalu zurück und schloss sich den Verein FC Tofaga an. Hier gewann er 2019 das Double aus NBT Cup und Christmas Cup. In der Saison 2021 gewann er mit dem Team seinen zweiten NBT Cup.

### Nationalmannschaft
Liva gab sein Debüt für die tuvaluische Fußballauswahl am 27. August 2011 im Rahmen der XIV. Pazifikspiele gegen die Auswahl aus Amerikanisch-Samoa. Er absolvierte alle seine 5 Länderspiele in diesen Wettbewerb und trug das Trikot der Nationalmannschaft das letzte Mal am 5. September 2011 im Spiel gegen Guam.

### Erfolge
- NBT Cup:  2019, 2021
- Tuvalu Cup: 2008, 2009, 2011
- Independence Cup:  2011
- Christmas Cup: 2019